# Quintus Geminius Sabinus
Quintus Geminius Sabinus (vollständige Namensform Quintus Geminius Quinti filius Arniensis Sabinus) war ein im 1. und 2. Jahrhundert n. Chr. lebender Angehöriger der römischen Armee. Durch zwei Inschriften, die in Vicus Annaeus gefunden wurden, ist seine militärische Laufbahn bekannt.
Sabinus diente als Centurio in den folgenden Legionen (in dieser Reihenfolge): in der Legio VII Gemina, die ihr Hauptlager in León in der Provinz Hispania Tarraconensis hatte, in der Legio VI Ferrata, die in der Provinz Syria stationiert war, in der Legio XIV Marcia Gemina Victrix, die entweder in Germania oder in Pannonia stationiert war, in der Legio X Gemina pia fidelis, die entweder in Germania inferior oder in Pannonia inferior stationiert war, in der Legio III Augusta, die ihr Hauptlager in Lambaesis in der Provinz Africa hatte, ein weiteres Mal in der Legio VII Gemina und zuletzt in der Legio I Adiutrix, die in Pannonia superior stationiert war.
Sabinus erreichte in der Legio I Adiutrix den Rang eines Hastatus prior. Danach wurde er zum Primus Pilus befördert und war in Rom als princeps peregrinorum tätig. Als letzte Stufe in seiner Karriere wurde er Praefectus in der Legio X Fretensis, die ihr Hauptlager in Jerusalem in der Provinz Iudaea hatte.
Er erhielt von Trajan (98–117) für seine Leistungen in einem Krieg gegen Germanen als militärische Auszeichnungen eine Corona vallaris, Torques, Armillae und Phalerae (donis donato […] bello Germanico); diese Auszeichnungen dürfte er 97/98 erhalten haben.
Sabinus war in der Tribus Arniensis eingeschrieben und stammte vermutlich aus Vicus Annaeus in der Provinz Africa proconsularis oder aus der Umgebung dieses Ortes. Die beiden Inschriften wurden ihm zu Ehren gemäß seinem Testament durch die Gemeinde errichtet. Eine weitere, unvollständig erhaltene Inschrift, die ihm zu Ehren errichtet wurde, wurde in Municipium Turcetanum gefunden; in dieser Inschrift ist noch die Legio III Cyrenaica aufgeführt.
James Robert Summerly datiert die Laufbahn von Sabinus in einen Zeitraum zwischen 90 und 117. Die Inschrift wurde von Brian Dobson und Edward Dąbrowa aufgrund des Titels Germanicus von Trajan auf vor Ende des Jahres 102 datiert, als Trajan den Titel Dacicus annahm.